# Озерська сільська рада (Володимирецький район)
Озе́рська сільська́ ра́да — колишній орган місцевого самоврядування в Володимирецькому районі Рівненської області. Адміністративний центр — село Озеро.

## Загальні відомості
- Озерська сільська рада утворена в 1940 році.
- Територія ради: 54,335 км²
- Населення ради: 1 564 особи (станом на 2001 рік)

## Населені пункти
Сільській раді підпорядковані населені пункти:
- с. Озеро

## Склад ради
Рада складається з 14 депутатів та голови.
- Голова ради: Семчук Віктор Валентинович
- Секретар ради: Мороченець Тетяна Іванівна

### Керівний склад попередніх скликань
| ПІБ                    | Основні відомості                                                 | Дата обрання | Дата звільнення |
| ---------------------- | ----------------------------------------------------------------- | ------------ | --------------- |
| Стібиш Віктор Єгорович | Сільський голова, 1958 року народження, безпартійний              | 26.03.2006   | 31.10.2010      |
| Стібиш Віктор Єгорович | Сільський голова, 1956 року народження, освіта вища, безпартійний | 31.10.2010   | 06.05.2015      |

Примітка: таблиця складена за даними сайту Верховної Ради України